# Pałac w Rozkochowie
Pałac w Rozkochowie – zabytkowy pałac, który znajduje się w Rozkochowie, na ziemi prudnickiej. Do obiektu przylega blisko 16 ha zespół parkowo-folwarczny. 

## Historia
Prawdopodobnie w połowie XVII wieku wzniesiona została w Rozkochowie renesansowa rezydencja wraz z regularnym ogrodem. W 1734 roku, kiedy właścicielami była rodzina Pückler, obiekt rozbudowano i przekształcono w stylu barokowym. Wówczas też zaszły największe zmiany w części ogrodowej. 
W 1851 majątek kupili Seherr-Thossowie z Dobrej. Do 1893 zarządzał nim Roger von Seherr-Thoss (1851-1922), który w 1873 ożenił się z Mathildą von Saurma Jeltsch (1858-1925), a potem (od 1893) jego syn  Hermann (1879-1959), który w 1909 ożenił się z Muriel White (1880-1943). Małżeństwo do pałacu wprowadziło się w 1909.
Podczas II wojny światowej w pałacu funkcjonował obóz Służby Pracy Rzeszy dla Młodzieży Żeńskiej. Po zakończeniu II wojny światowej i przejęciu pałacu przez administrację polską wszedł on w skład miejscowego państwowego gospodarstwa rolnego, które należało do Zespołu Hodowli Zarodowej w Kujawach, a od 1956 było częścią Państwowego Ośrodka Hodowli Zarodowej Głogówek. W latach 50. XX wieku w lokalu na pierwszym piętrze północno-wschodniego skrzydła pałacu mieszkał wraz z rodzicami Stanisław Szozda – późniejszy kolarz olimpijski. W 1959 rodzina Szozdów przeprowadziła się do Prudnika.
W styczniu 2021 pałac w Rozkochowie kupił biznesmen Grzegorz Wnęk. W tym samym roku założona została Fundacja Pałacu Rozkochów – Pomiędzy, której celem jest odnowa obiektu i uczynienie z niego ośrodka sztuki i kultury. W skład jej zarządu weszli: Piotr Kulczyk, Natalia Rygiel, Andrzej Dereń. Na obszarze rezydencji odbywają się wydarzenia artystyczno-kulturalne.

## Opis
Piętrowy barokowy pałac zbudowany na planie litery U z dwoma skrzydłami wysuniętymi ku przodowi; kryty dachem mansardowym. Od frontu półkolisty ryzalit, z którego wychodzi czworoboczną wieża zwieńczoną hełmem.  W ryzalicie główne wejście w portalu zwieńczonym frontonem w kształcie kolistym (fr. circulaire), zawierającym  datę 1734 i kartusz z herbem rodziny Seherr von Thoss, właścicieli do 1945. W skład zespołu pałacowego z XVIII-XIX w. oprócz pałacu wchodzi również park.

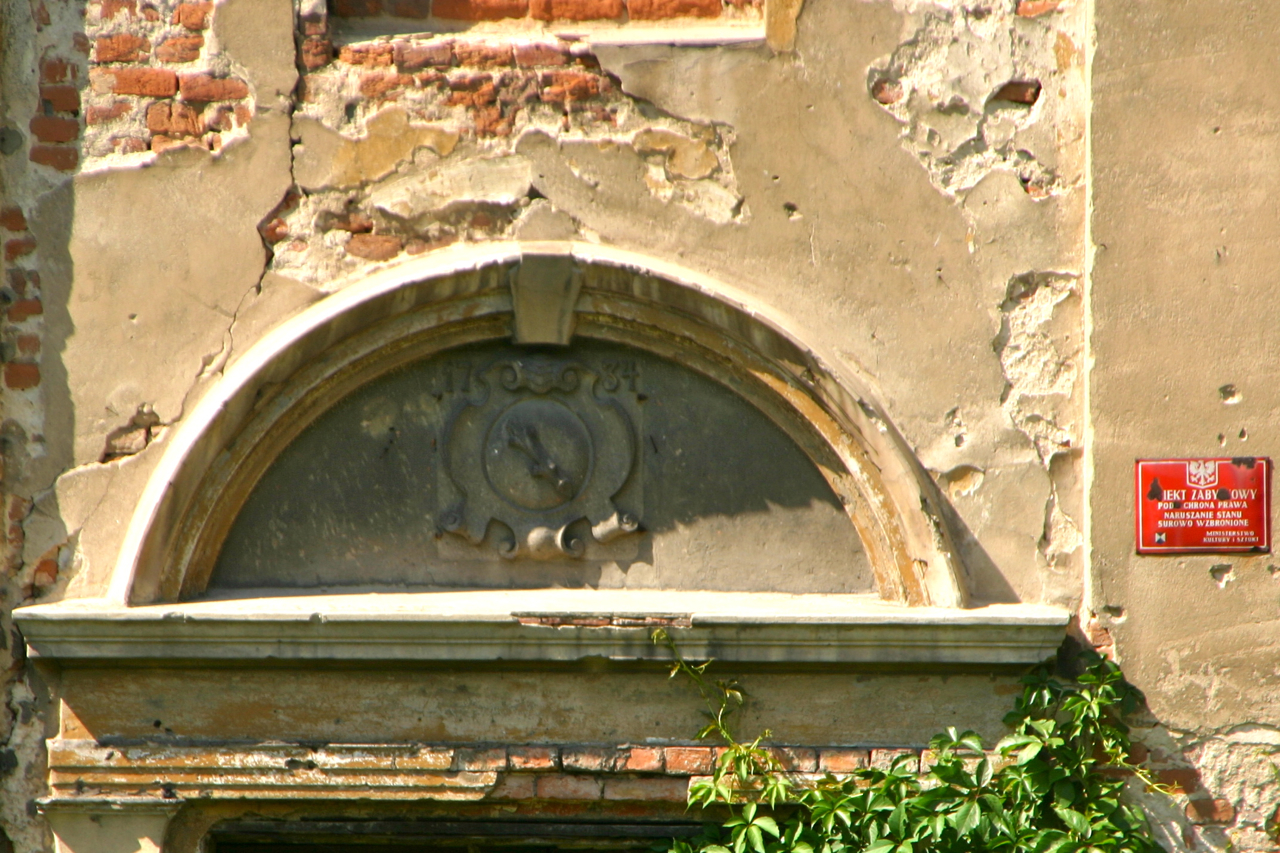
Fronton z herbem Seherr von Thoss
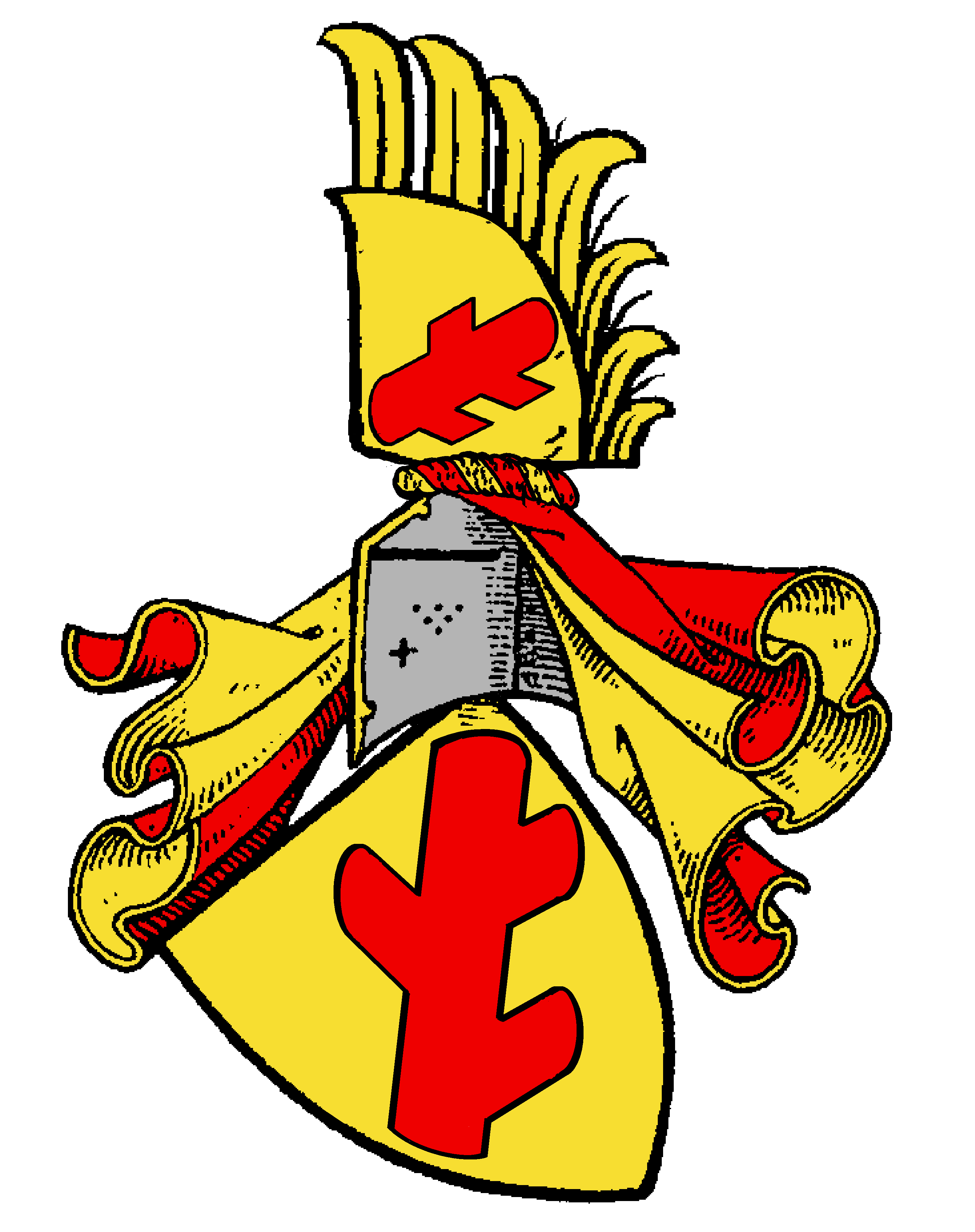
Herb Seherr von Thoss